# Santiago do Escoural
A Freguesia de Santiago do Escoural é uma freguesia portuguesa com sede na vila de Escoural, no Município de Montemor-o-Novo, freguesia com 138,93 km² de área e 1047 habitantes (censo de 2021), tendo, por isso, uma densidade populacional de 7,5 hab./km².
A aldeia de S. Tiago do Escoural foi elevada à categoria de vila pela lei n.º 555 de 5 de Junho de 1916, passando a designar-se de Escoural.
Fica situada na Serra de Monfurado.

## Demografia
Nota: No censo de 1864 figura Escoural. Nos anos de 1911 a 1930 tinha anexadas as freguesias de S. Romão, S. Cristóvão e S. Brissos. Pelo decreto-lei nº 27 424, de 31/12/1936, foram extintas as freguesias de S. Cristóvão e S. Brissos, sendo os lugares que constituíam a primeira incluídos nesta freguesia e os que constituíam a segunda incluídos na de S. Romão, que passou a ser freguesia autónoma. No censo de 1940 ainda aparecem como freguesias distintas. Pelo decreto-lei nº 35 927, de 01/11/1946, foi desanexada a freguesia de S. Cristóvão, que passou a ser autónoma.
A população registada nos censos foi:
| Distribuição da População por Grupos Etários | Distribuição da População por Grupos Etários | Distribuição da População por Grupos Etários | Distribuição da População por Grupos Etários | Distribuição da População por Grupos Etários |
| -------------------------------------------- | -------------------------------------------- | -------------------------------------------- | -------------------------------------------- | -------------------------------------------- |
| Ano                                          | 0-14 Anos                                    | 15-24 Anos                                   | 25-64 Anos                                   | > 65 Anos                                    |
| 2001                                         | 186                                          | 178                                          | 783                                          | 512                                          |
| 2011                                         | 116                                          | 109                                          | 620                                          | 490                                          |
| 2021                                         | 92                                           | 74                                           | 490                                          | 391                                          |

## História
Santiago do Escoural nasceu entre 1423 e 1427 foi seu fundador o Condestável Cavaleiro D. Nuno Álvares Pereira que construiu em suas terras a primeira casa e uma capela, pertencendo esta à ordem de Santiago. Provavelmente foi este o motivo porque lhe chamaram Santiago. Os recenseamentos oficiais até 1828 indicam que a sua população era de 40 fogos e 112 habitantes. Em 1836 já tinha mais de 1 200 habitantes. Mais tarde acrescentaram-lhe o nome (do Escoural), tirando esta ideia das escoriações dos minérios, descobertos em seus arredores. Está protegida pela Serra do Monfurado, com todo o aglomerado de espécies raras em via de extinção. Tem como Património a gruta com arte parietal. Do Homem de Neanderthal desde o paleolítico Médio (cerca de 50 000 anos) até ao Neolítico Final(Homo Sapiens Sapiens), descoberta em 1960, é única da Europa. No Escoural há ainda o Centro Interpretativo da Gruta, Igreja Matriz, Anta de Nossa Senhora do Livramento, Capela de São João Baptista e de São Brissos, Convento de Nossa Senhora do Castelo das covas infernais de Monte Furado, Quinta da Torre do Carvalhal e Quinta de Nossa Senhora do Rosário.
Lugares da freguesia, além da sede: Caeiras, Biscaia, Enxaras, Casa Branca e São Brissos. Em 1930 tinha cerca de 6 000 habitantes e uma rede comercial bastante avançada. Tinha 11 salsicharias, 3 latoeiros, 2 lojas de roupa, 17 sapateiros, 16 costureiras, 2 bordadeiras, 1 ferrador, 5 queijarias, 10 carpinteiros, 8 padarias de cozer pão, 4 pensões, 3 azenhas, 5 moinhos, 5 vacarias, 5 oficinas de ferreiro, 5 oficinas de abegãos, 20 adegas, 12 mercearias e padarias de venda de pão, 6 frutarias, 3 doceiras e 9 barbeiros.
Escoural actualmente é vila, embora muito mais pequena que então. Com aproximadamente 2 000 habitantes, mantém a mesma beleza. Com uma gastronomia de grande valor que se encontra em qualquer um dos restaurantes aqui existentes: migas de carne de porco, cozido à Portuguesa Alentejano, açorda, gaspacho, sopa de cação limado, sopa de tomate, ensopado de borrego, borrego assado no forno, doçaria conventual e tradicional: Bolo de mel dos monges, assim como o pão de rala, os pasteis de grão, as filhoses, o londrino, o bolo de requeijão, a delícia dos monges, tarte do Escoural.

### Herança Maçónica
É sabido da presença de, pelo menos, 4 lojas afetas a sociedades secretas durante o período que abarca os anos finais da Monarquia e toda a Primeira República, não apenas lojas da Maçonaria tradicional, mas também da Carbonária. Os vestígios da presença de sociedades secretas são possíveis de observar no interior de alguns domicílios privados do centro da vila, com algumas divisões com frescos alusivos nas paredes e tectos a símbolos contendo o Olho de Providência, o esquadro, o compasso e o canivete.

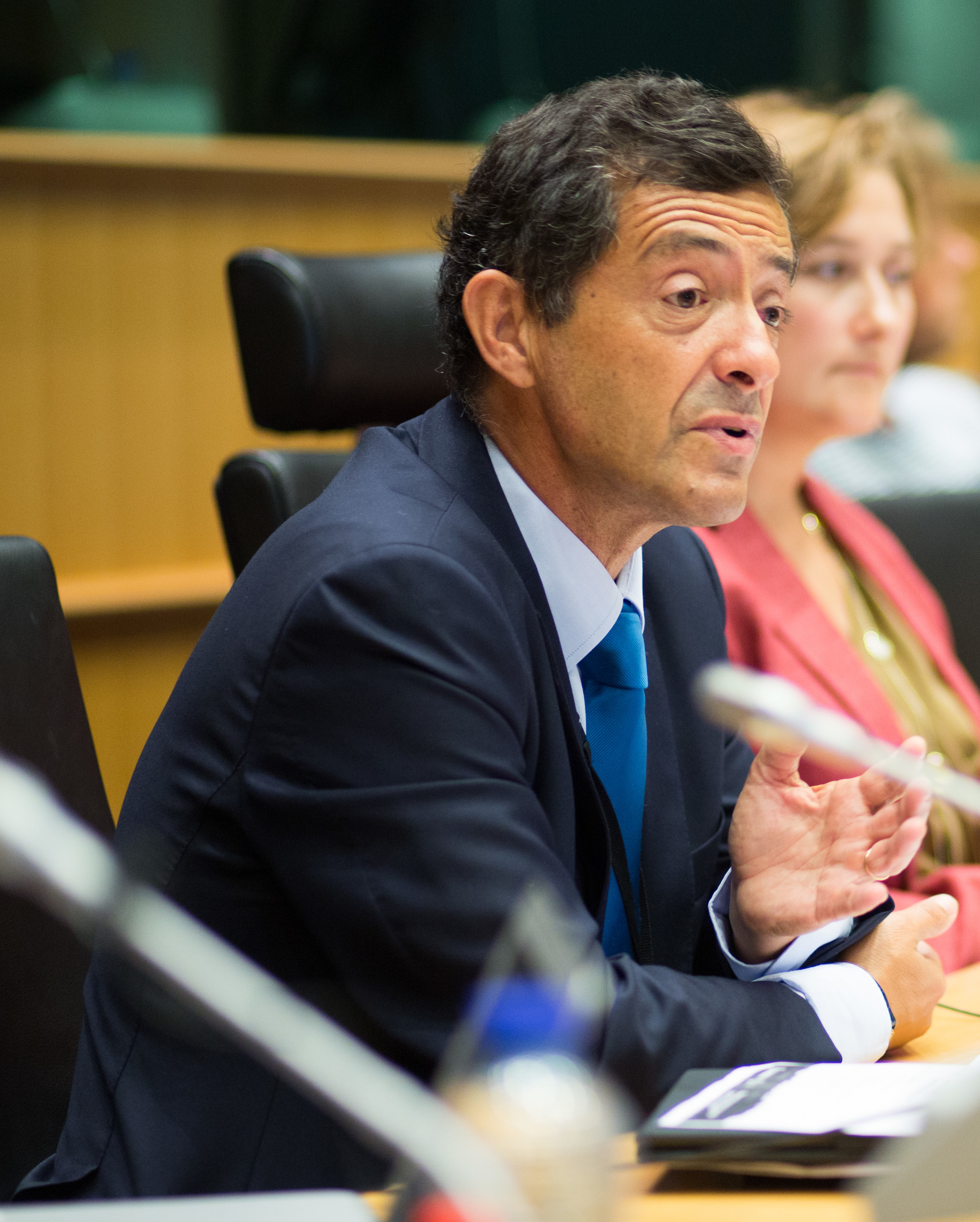
Carlos Zorrinho - Deputado da Assembleia da República e Eurodeputado

A presença destes movimentos numa localidade rural dever-se-á à forte fixação de ferroviários na vila, trabalhadores das estações de comboios do Escoural e da Casa Branca. É sabido que, à data, a indústria ferroviária tinha uma forte presença de movimentos republicanos nas suas estruturas, com forte influência nos operários, que, ao longo do tempo, iam criando as suas lojas maçónicas nas suas áreas de residência. Movimentos esses que, provavelmente, terão alastrado também aos trabalhadores da extracção mineira e da pequena indústria e comércio da vila.
Essa herança é visível ainda hoje nos nomes das ruas do centro da vila, pelejados de alusões à República e a personalidades da revolução republicana. São disso exemplo a Praça da República, Rua Cândido dos Reis, Rua Bernardino Machado, Rua Magalhães Lima, Rua Miguel Bombarda, Rua Machado dos Santos e a Rua Dr. Afonso Costa.

## Personalidades
- Francisco Caló - Futebolista do Sporting CP
- Carlos Zorrinho - Prof. Catedrático / Deputado da Assembleia da República / Eurodeputado
- Salvador Joaquim do Pomar - Resistente anti-fascista assassinado pela PIDE
- António Maria do Pomar Casquinha - Mártir da Reforma Agrária assassinado pela GNR[7]
- José Geraldo "Caravela" - Mártir da Reforma Agrária assassinado pela GNR[7]
- Joana Barrios - Actriz / Apresentadora TV / Escritora[8]

## Localidades
- Afilhardeira
- Amieira
- Anta
- Azenha
- Azenha de Baixo
- Barbosa
- Biscaia
- Boavista
- Caeiras
- Canas
- Capela
- Carneiro
- Casa Branca
- Casas de Baixo
- Casas de Cima
- Casões
- Castelo
- Catarina Vaz
- Courela da Azenha
- Courela da Bota
- Courela da Casa Nova
- Courela da Misericórdia
- Defesa
- Enxaras
- Escoural
- Lagar
- Lagar de Cima
- Majufa
- Malavesins
- Monte da Carvoeira
- Monte da Casinha
- Monte da Courela
- Monte da Majufa
- Monte da Moagem Velha
- Monte de Telheiros
- Monte do Pomar Guarda
- Monte dos Cagulos
- Monte dos Hectares
- Monte Flores
- Monte Racha Capelos
- Mouzinhos
- Poço da Rua da Prata
- Quinta de Santa Maria
- Quinta do Balão
- Quinta Nova
- Ribeiro
- Rocha
- São Brissos
- Serrinha
- Tapada
- Torre de Monges
- Valinha

## Património
- Gruta do Escoural ou Estação arqueológica da Herdade da Sala - (pinturas rupestres e outros vestígios pré-históricos)
- Convento dos Monges Eremitas Descalços da Ordem de São Paulo[9]
- Quinta do Carvalhal
- Lagar de Cima
- Igreja Paroquial de São Brissos
- Anta de São Brissos, Anta de Nossa Senhora do Livramento ou Anta-Capela de Nossa Senhora do Livramento
- Tolo do Escoural ou Tolo de Santiago do Escoural
- Mina da Nogueirinha
- Aldeia de Biscaia